# Biomorfismo

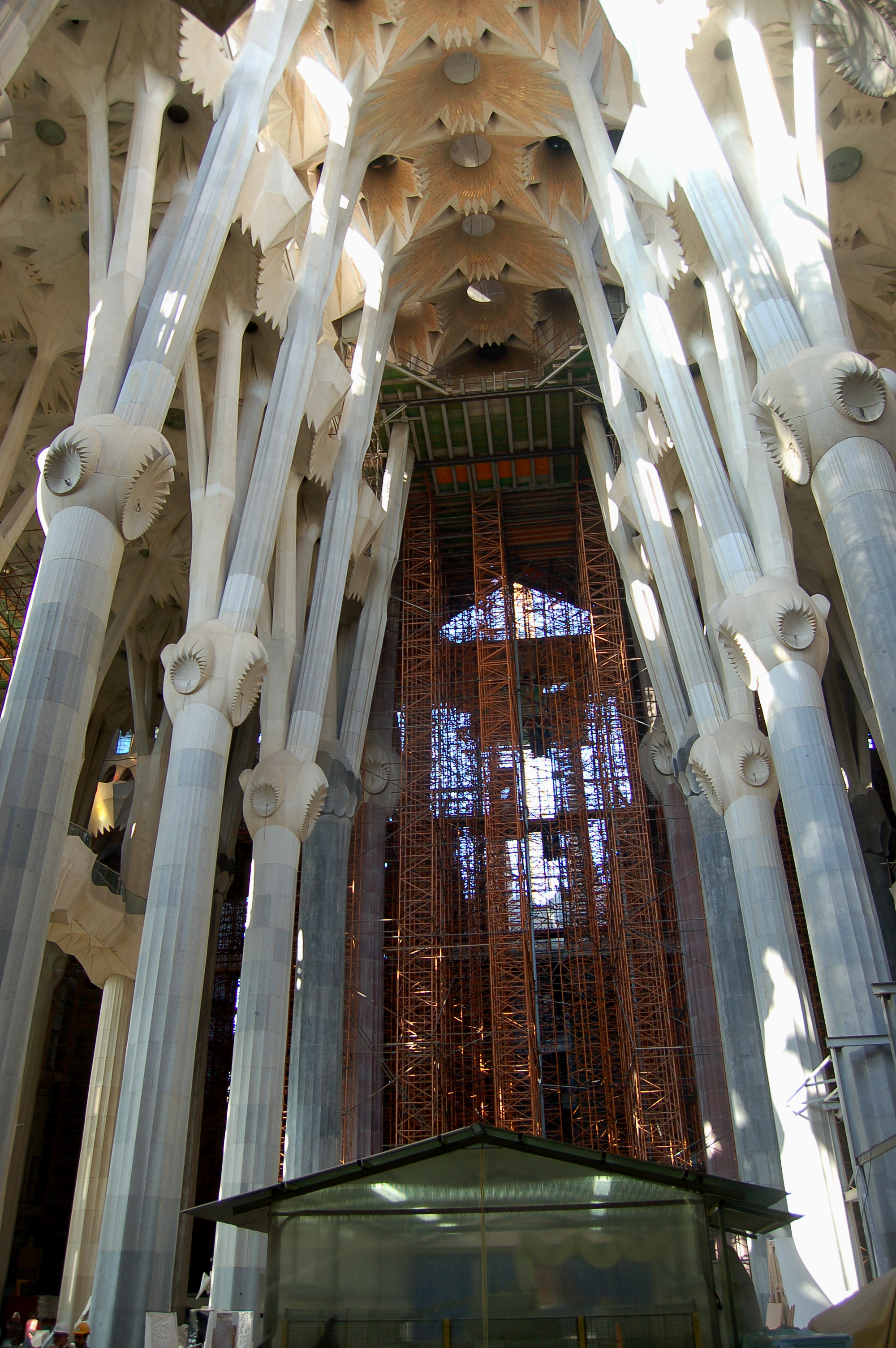
Interior de parroquia Sagrada familia. La Biomorfosis se presta debido a que, el arte estructural es basado en formas biológicas orgánicas, Ubicado dentro del rango Surrealista.

El biomorfismo es un movimiento artístico que comenzó en el siglo XX.
El término fue utilizado por primera vez en 1936. por Alfred Barr. El arte biomorfista se centra en el poder de la vida natural y utiliza formas orgánicas, con notas y sin forma vagamente esférica de las formas de la biología. El biomorfismo tiene conexiones con el surrealismo y el modernismo.
La Galería en línea Tate en su artículo del biomorfismo especifica que mientras estas formas son abstractas, ellas "se refieren, o evocan, en formas de vida..." El artículo continúa a la lista de Joan Miró, Jean Arp, Henry Moore, y Barbara Hepworth como ejemplos de artistas cuyas obras representan el uso de la forma biomórfica. Las pinturas de Yves Tanguy y Roberto Matta se citan a menudo como ejemplo de la utilización de formas biomórficas. 
El biomorfismo es también visto en el diseño industrial moderno, como el trabajo de Alvar Aalto. En la actualidad, el efecto de la influencia de la naturaleza es menos evidente: en lugar de objetos diseñados luciendo exactamente como la forma natural, utilizan solamente características matices que nos recuerden la naturaleza.
A través de la duración y después del período de la Segunda Guerra Mundial, los paisajes de Yves Tanguy se hicieron más desiertos y plagados de guerra, que ha sido visto como un retrato psicológico de la guerra de Europa.
El surrealismo eleva esta magia y el proceso de transformación de metamorfosis y la hibridación. 
El uso de la metamorfosis a través de Picasso influenció el surrealismo en 1920, y apareció tanto en la materia como sujeto y como procedimiento en la pintura de Leonora Carrington y en las obras automáticas más abstractas de André Masson.